# Daniele Massaro
Daniele Massaro (23. květen 1961, Monza, Itálie) je bývalý italský fotbalový útočník a od roku 2021 je velvyslancem klubu AC Milán. V letech 1998 a 1999 jezdil Mistrovství světa v rallye, vždy na závodech Rally Sanremo.

## Klubová kariéra
Od roku 1974 byl hráčem Monzy. V sezoně 1979/80 odehrál první zápasy za dospělé. Dvě sezony odehrál ve druholigovém klubu velmi dobře a tak jej v roce 1981 koupila Fiorentina. Za fialky odehrál pět sezon a velmi dobrou sezonu odehrál v sezoně 1981/82, kde hrál do posledního kola o titul.
V roce 1986 jej koupil za 6,7 miliard lir Milán s nimiž v sezoně
1987/88 vyhrál svůj první titul v lize. Na začátku následující sezony byl odeslán na hostování do Říma. Po návratu do týmu Rossoneri hned získal Superpohár UEFA 1989 i Interkontinentální pohár 1989. Poté hrál za zraněného spoluhráče Gullita a pomohl získat pohár PMEZ 1989/90. Poté nahradil i van Bastena. Titul v lize získal ještě třikrát (1991/92, 1992/93, 1993/94). Velký večer odehrál ve finále LM 1993/94 proti Barceloně. Při vítězství 4:0 se podílel dvěma góly. Poslední sezonu za Rossoneri odehrál 1994/95. Po prohraném finálovém utkání LM 1994/95 se po 306 utkání rozhodl ukončit angažmá v Miláně. Poslední dvě sezony v kariéře odehrál v japonském klubu Šimizu S-Pulse.

## Hráčská statistika
| Sezóna  | Klub           | Liga      | Liga   | Liga | Ligové poháry | Ligové poháry | Ligové poháry | Kontinentální poháry | Kontinentální poháry | Kontinentální poháry | Celkem | Celkem |
| Sezóna  | Klub           | Soutěž    | Zápasy | Góly | Soutěž        | Zápasy        | Góly          | Soutěž               | Zápasy               | Góly                 | Zápasy | Góly   |
| ------- | -------------- | --------- | ------ | ---- | ------------- | ------------- | ------------- | -------------------- | -------------------- | -------------------- | ------ | ------ |
| 1979/80 | Monza          | Serie B   | 24     | 5    | IP            | 2             | 0             | -                    | 0                    | 0                    | 26     | 5      |
| 1980/81 | Monza          | Serie B   | 36     | 5    | IP            | 4             | 0             | -                    | 0                    | 0                    | 40     | 5      |
| 1981/82 | Fiorentina     | Serie A   | 29     | 1    | IP            | 6             | 1             | -                    | 0                    | 0                    | 35     | 2      |
| 1982/83 | Fiorentina     | Serie A   | 30     | 5    | IP            | 3             | 0             | UEFA                 | 2                    | 0                    | 35     | 5      |
| 1983/84 | Fiorentina     | Serie A   | 29     | 1    | IP            | 6             | 0             | -                    | 0                    | 0                    | 35     | 1      |
| 1984/85 | Fiorentina     | Serie A   | 26     | 2    | IP            | 10            | 1             | UEFA                 | 4                    | 0                    | 40     | 3      |
| 1985/86 | Fiorentina     | Serie A   | 26     | 2    | IP            | 10            | 2             | -                    | 0                    | 0                    | 36     | 4      |
| 1986/87 | Milán          | Serie A   | 23     | 3    | IP            | 1             | 0             | -                    | 0                    | 0                    | 24     | 3      |
| 1987/88 | Milán          | Serie A   | 26     | 4    | IP            | 7             | 1             | UEFA                 | 2                    | 0                    | 35     | 5      |
| 1988    | Milán          | Serie A   | 0      | 0    | IP            | 5             | 0             | -                    | 0                    | 0                    | 5      | 0      |
| 1988/89 | Řím            | Serie A   | 30     | 5    | IP            | 1             | 0             | UEFA                 | 0                    | 0                    | 31     | 5      |
| 1989/90 | Milán          | Serie A   | 30     | 10   | IP            | 8             | 3             | PMEZ+ES+IP           | 7+2+1                | 2+0+0                | 48     | 15     |
| 1990/91 | Milán          | Serie A   | 21     | 6    | IP            | 6             | 1             | PMEZ+ES+IP           | 4+1+0                | 0+1+0                | 32     | 8      |
| 1991/92 | Milán          | Serie A   | 32     | 9    | IP            | 6             | 0             | -                    | 0                    | 0                    | 38     | 10     |
| 1992/93 | Milán          | Serie A   | 29     | 5    | IP+IS         | 7+1           | 2+1           | LM                   | 9                    | 2                    | 46     | 10     |
| 1993/94 | Milán          | Serie A   | 29     | 11   | IP+IS         | 3+1           | 0             | LM+ES+IP             | 11+2+1               | 4+0+1                | 47     | 16     |
| 1994/95 | Milán          | Serie A   | 19     | 3    | IP+IS         | 1+0           | 0             | LM+ES+IP             | 8+2+1                | 1+1+0                | 31     | 5      |
| 1995    | Šimizu S-Pulse | J1 League | 9      | 3    | -             | 0             | 0             | -                    | 0                    | 0                    | 9      | 3      |
| 1996    | Šimizu S-Pulse | J1 League | 11     | 7    | JP            | 5             | 1             | -                    | 0                    | 0                    | 16     | 8      |
| Celkem  | Celkem         | Celkem    | 4589   | 87   | -             | 93            | 11            | -                    | 57                   | 12                   | 609    | 110    |

## Reprezentační kariéra
Za reprezentaci odehrál 15 utkání a vstřelil 1 branku. První utkání odehrál až 14. dubna 1982 proti NDR (0:1). Byl povoláván již na
MS 1982, kde sice neodehrál žádné utkání, ale získal zlatou medaili. Další utkání odehrál v letech 1984 až 1985. Až před blížícím MS 1994 se dostal do nominace a odehrál tři přátelské utkání. Poté se dostal MS 1994, kde odehrál šest utkání včetně finálového, kde prohrál na penalty s Brazílií. On sám penaltu neproměnil. Po stříbrném turnaji ukončil reprezentační kariéru.

### Statistika na velkých turnajích
| Reprezentace | Rok     | Zápasy                      | Zápasy | Zápasy    | Zápasy           | Zápasy           | Zápasy            |
| Reprezentace | Rok     | Fáze turnaje                | Datum  | Soupeř    | Odehraných minut | Vstřelené branky | Výsledek          |
| ------------ | ------- | --------------------------- | ------ | --------- | ---------------- | ---------------- | ----------------- |
| Itálie       | MS 1982 | Neodehrál žádné ze 7 utkání |        |           |                  |                  |                   |
| Itálie       | 1994    | 1 zápas ve skupině          | 18. 6. | Irsko     | 45               | 0                | 0:1               |
| Itálie       | 1994    | 2 zápas ve skupině          | 23. 6. | Norsko    | 21               | 0                | 1:0               |
| Itálie       | 1994    | 3 zápas ve skupině          | 28. 6. | Mexiko    | 45               | 1                | 1:1               |
| Itálie       | 1994    | Osmifinále                  | 5. 7.  | Nigérie   | 120              | 0                | 2:1 v (prodl.)    |
| Itálie       | 1994    | Čtvrtfinále                 | 9. 7.  | Španělsko | 90               | 0                | 2:1               |
| Itálie       | 1994    | Finále                      | 17. 7. | Brazílie  | 120              | 0                | 0:0 (2:3) na pen. |

## Hráčské úspěchy

### Klubové
- 4× vítěz italské ligy (1987/88, 1991/92, 1992/93, 1993/94)
- 3× vítěz italského superpoháru (1992, 1993, 1994)
- 1× vítěz japonského poháru (1996)
- 2× vítěz Ligy mistrů (1989/90, 1993/94)
- 3× vítěz evropského superpoháru (1989, 1990, 1994)
- 2× vítěz interkontinentálního poháru (1989, 1990)

### Reprezentační
- 2× na MS (1982 – zlato, 1994 – stříbro)
- 2× na ME 21 (1982, 1984)
- 1x na OH (1984)

### Individuální
- Guarin d'oro (1993/94)

### Vyznamenání
Zlatý límec za sportovní zásluhy (2017)